# ISQUARE
iSQUARE (國際廣場) — высотный торгово-развлекательный комплекс, расположенный в Гонконге, в районе Чимсачёй, на главной торговой улице Натан-роуд. Построен в 2009 году по проекту компании Rocco Design Architects на месте бывшего отеля Hyatt. Имеется 28 наземных и 3 подземных этажа. Девелопером комплекса является компания Associated International Hotels.
Нижние этажи заняты под магазины продуктов, электроники, игрушек, мебели и товаров класса люкс (в том числе Lacoste и Marks & Spencer), на 7 этаже расположено пять кинозалов на 1000 мест, в башне iTOWER базируются офисы и рестораны. У входа со стороны Пекинг-роуд находится большой экран на светодиодах, показывающий мультфильмы. Также проекторы установлены на эскалаторах, потолках и стенах. В здании находятся выходы со станции метро Чимсачёй.